# الحرب التي لا تراها
الحرب التي لا تراها هو فيلم وثائقي بريطاني صدر عام 2010، كتبه وأنتجه وأخرجه جون بيلجر مع آلان لويري، والذي يتحدى وسائل الإعلام بسبب الدور الذي لعبته في الصراعات في العراق وأفغانستان وإسرائيل/فلسطين. عرض الفيلم على مستوى البلاد في 13 ديسمبر 2010 ، عرض لأول مرة في باربيكان وتم بثه عبر قناة آي تي في البريطانية في 14 ديسمبر 2010 ولاحقًا على قناة SBS One الأسترالية في 10 أبريل 2011.

## مشاركون
- البروفيسور ستيوارت إيوان – مؤرخ إعلامي
- البروفيسور ميلفين جودمان – محلل سابق في وكالة المخابرات المركزية
- دان راذير - مذيع أخبار المساء ومدير التحرير في قناة سي بي إس، 1981-2005
- بريان ويتمان – مساعد الولايات المتحدة. وزير الدفاع
- راجح عمر – مراسل الشؤون العالمية في هيئة الإذاعة البريطانية (بي بي سي) ، 2000-2006
- ضاهر جميل – صحفي ومؤلف كتاب ما وراء المنطقة الخضراء
- ديفيد روز – صحفي سابق في صحيفة الأوبزرفر
- ستيف ريندال – الإنصاف والدقة في إعداد التقارير
- فران أونسورث – رئيس قسم جمع الأخبار في هيئة الإذاعة البريطانية
- ديفيد مانيون – رئيس تحرير قناة آي تي في نيوز
- مارك كيرتس – مؤرخ ومؤلف كتاب شبكة الخداع
- فيل شينر – محامون في مجال المصلحة العامة
- جاي سمولمان – مراسل حرب ومصور
- كارني روس – وزارة الخارجية البريطانية ، 1989–2004
- الأستاذ جريج فيلو  [لغات أخرى]‏ – مجموعة إعلام جامعة جلاسكو
- سينثيا ماكينلي – عضوة سابقة في الكونجرس الأمريكي
- جوليان أسانج – رئيس تحرير موقع ويكيليكس

## استقبال
في موقع تجميع المراجعات روتن توميتوز، 80% من 5 مراجعات نقدية هي إيجابية. 
يقول بيتر برادشو، ناقد الأفلام في صحيفة الغارديان : "تكمن قوة فيلمه في تأكيده على أن النطاق الهائل للخسائر المدنية، ضمن قواعد لغة الأخبار، تم تخفيض أهميته بحيث لا يظهر كخبر على الإطلاق، ولكن كخلفية عميقة غير مرئية تقريبًا يجب تجاهلها". ويختم "بيلجر يولي الاحترام الواجب لموقع ويكيليكس، على الرغم من أن مدحه لاستقلال الجزيرة أمر مثير للسخرية، خاصة وأن ويكيليكس كشفت للتو عن إمكانية تلاعب حكومة قطر بالقناة". 
يقول جون كريس، الناقد التلفزيوني لصحيفة الغارديان : "لم يتاجر بيلجر قط في أي شيء غير الأسود والأبيض"، و"نقطة انطلاق بيلجر هي أن جميع الحكومات عبارة عن محتالين لا يهمهم سوى الاقتصاد وأن جميع الصحفيين مجرد حمقى أغبياء"، وهو ما "كان يبدو مبالغاً فيه بعض الشيء"، ولكن "على الرغم من افتقاره إلى الدهاء، فإنه يعرض قضيته بشغف وإقناع". ويختم "ما برز بوضوح هو أن أولئك الذين نعتمد عليهم في التفكير بوضوح في أوقات الحرب هم في الغالب أولئك الأكثر إغراءً بالذكورية قصيرة النظر وأن أي إحساس بالتاريخ يُنسى على الفور". 
كتب جون لويد في صحيفة فاينانشال تايمز أن بيلجر أكد أن وسائل الإعلام البريطانية والأمريكية حاولت الترويج لفكرة أن "الحروب نبيلة، ويجب خوضها، وأن الموت من أجل الوطن أمر حلو وصحيح".  اعتقد لويد أن الأفراد الذين اختلفوا مع تفسير بيلجر "تم حشدهم بلا رحمة في رواية لا تمنحهم أي رحمة" وأن الجمع بين "وجهتي نظر قويتين" يمكن أولئك الذين يشاهدون "أن يكونوا قد شكلوا" آرائهم الخاصة. وفقًا للويد، أظهر بيلجر "في تدميره للدعاية - وهو ما يسميه بيانات الحكومة أو حجج السياسيين - إتقان فنون الدعاية". 
يصف توم داوسون، الناقد في مجلة Total Film، الفيلم بأنه "فيلم وثائقي قوي وفي الوقت المناسب"، مع "مجموعة رائعة من الأشخاص الذين أجريت معهم المقابلات، بما في ذلك مراسلوا الحرب "المغروسون" والمبلغون عن المخالفات"، لكنه يختم "اللقطات المسربة لهجوم مروحية أمريكية على سكان بغداد العزل هي التي تثبت السبق الصحفي الأكثر إزعاجًا في الفيلم". 

## روابط خارجية
- جون بيلجر: لماذا لا يتم الإبلاغ عن الحروب بشكل صادق؟ بقلم جون بيلجر في صحيفة الجارديان (10 ديسمبر 2010)
- نقطة استماع: مقابلة مع جون بيلجر على قناة الجزيرة (23 ديسمبر 2010)
- الحرب التي لا تراها على موقع أول موفي.
- الحرب التي لا تراها  في قاعدة بيانات الأفلام على الإنترنت (بالإنجليزية)